# William Kent
William Kent (1685 Bridlington v hrabství Yorkshire – 12. dubna 1748 Londýn) byl přední anglický architekt, zahradní designér a interiérový designér 18. století. Vzděláním byl malíř krajin. Byl průkopníkem stylu anglického parku a podobně jako Claude Lorrain vytvořil estetický ideál či model pro plánování otevřených, neomezených parkových krajin. V nich byly jednotlivé oblasti odděleny pouze příkopy a obohaceny architektonickými prvky, jako jsou malé antické chrámy, stavěné většinou na vyvýšeninách a zvoucí k pobytu a meditaci.
Mezi jeho stavby patří Royal Mews, Horse Guards, Chiswick House a Burlington House v Londýně a Rousham House v Roushamu v hrabství Oxfordshire. Pracoval také pro lorda Cobhama na Stowe House ve Stowe v Buckinghamshiru a na úpravách zahrad v Rousham House, Stowe House a Claremont House a vytvořil řadu návrhů interiérů a nábytku, například pro Houghton Hall, Holkham Hall, Rousham House a Hampton Court Palace. Po celý svůj život byl chráněncem Richarda Boyleho, hraběte z Burlingtonu.